# Dendrophthora brachylepis
Dendrophthora brachylepis är en sandelträdsväxtart som beskrevs av Ignatz Urban. Dendrophthora brachylepis ingår i släktet Dendrophthora och familjen sandelträdsväxter. Inga underarter finns listade i Catalogue of Life.